# Conditions de détention dans les établissements pénitentiaires

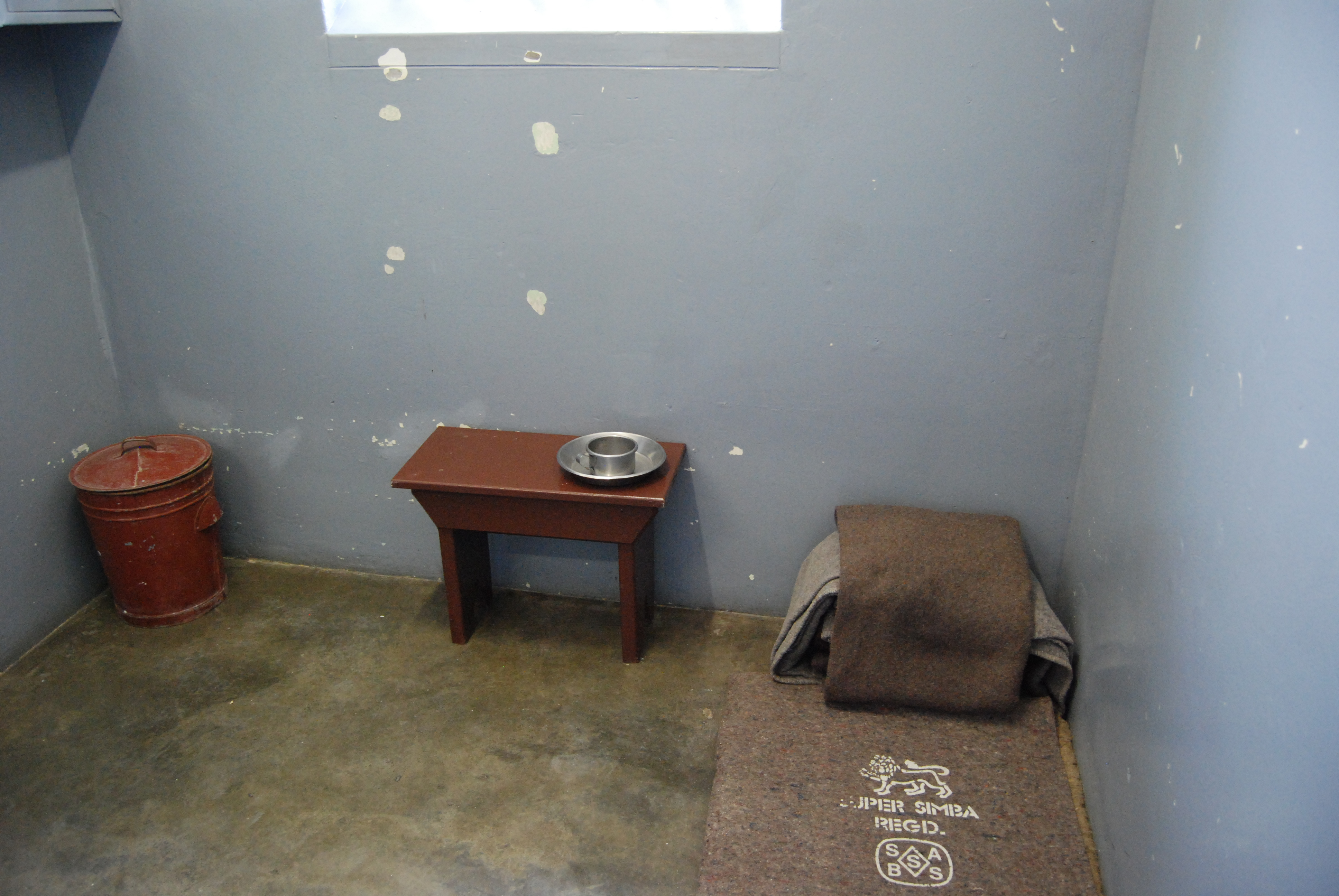
Ancienne cellule de Nelson Mandela à Robben Island, en Afrique du Sud

Les conditions de détention dans les établissements pénitentiaires sont, de manière générale, jugées mauvaises dans tous les pays du monde avec toutefois des différences notables d’un pays à l’autre. 
En 1957, une résolution des Nations unies avait établi un ensemble de règles minima pour le traitement des détenus, suivi en 1990 par l'adoption de principes fondamentaux relatifs au traitement des détenus. Plusieurs de ces règles ne sont cependant pas respectées.

## Historique

### En France
En 1789, la Déclaration des droits de l'homme et du citoyen proclame que « nul ne peut être accusé, arrêté ou détenu que dans les cas déterminés par la loi et selon les formes qu’elle a prescrites ». Les principaux châtiments corporels sont supprimés. 
En 1791, le code pénal met l'emprisonnement au cœur du dispositif judiciaire. La prison est un lieu de punition et d’amendement du condamné par le travail et l’éducation. 
En 1810, le deuxième code pénal privilégie le châtiment qui s’ajoute à l’incarcération pénale : boulet au pied des forçats et flétrissure au fer rouge. L’accent est mis sur le travail obligatoire. 
En 1819, création de la Société royale pour l'amélioration des prisons.
En 1839 : Le règlement intérieur des maisons centrales interdit aux détenus de parler, fumer, boire du vin et les contraint à travailler et porter le costume pénal. Ce règlement est ensuite appliqué aux maisons d’arrêt.
En 1872, une première commission d’enquête parlementaire était chargée d’évaluer et d’améliorer les conditions de détention.
En 1875, la loi Bérenger promeut l'isolement total en cellule pour les prévenus et condamnés à moins d’un an d’emprisonnement en contrepartie d’une remise d’un quart de la peine. Les détenus doivent alors rester silencieux et porter une cagoule à l’extérieur de leur cellule. 
En 1945, les travaux forcés sont abolis. La réforme Amor promeut le projet de l’amendement et de la réinsertion sociale du condamné. 
En 1971, les « cages à poules » grillagées du grand cloître de St Bernard de la maison centrale de Clairvaux sont abandonnées. 
1981, la peine de mort est abrogée. 
1983-1985, Robert Badinter, alors Garde des Sceaux, améliore la vie quotidienne des détenus et renforce leurs droits : les parloirs sans séparation et la télévision dans les cellules. Il propose même la création de parloirs sexuels dans certaines prisons, sans succès. 
En 1996, la procédure disciplinaire des détenus est réformée : la commission de discipline est instituée et remplace le prétoire. (sources) 
La plus récente commission parlementaire date de 2000 et a été initiée à la suite du livre de Véronique Vasseur, Médecin-chef à la prison de la santé  même si les membres de la commission donnent quelques exemples d'actions menées pour l'amélioration de la situation dans le passé.

## Cadre normatif européen

### Contexte règlementaire
Les pays de l'Union européenne ainsi que certains de leurs voisins (ex : Confédération suisse, fédération de Russie, etc.) sont signataires de la Convention européenne des droits de l'Homme. Plusieurs dispositions de la Convention constitue le socle normatif pour encadrer la détention des personnes dans ces pays. 
L'article 3 de cette Convention prévoit ainsi l'interdiction de la torture et des traitements dégradants. 

« Nul ne peut être soumis à la torture ni à des peines ou traitements inhumains ou dégradants. »

— Article 3 de la Convention européenne des droits de l'Homme
Son interprétation par les différentes juridictions déterminent ainsi la définition des conditions matérielles minimales pour la détention. Ainsi, les questions d'espaces, d'hygiènes sont réglées par cet article. 
Il est notamment complété par l'article 8 qui s'intéresse à la protection de la vie privée et familiale. 

« 1. Toute personne a droit au respect de sa vie privée et familiale, de son domicile et de sa correspondance.

2.  Il  ne  peut  y  avoir  ingérence  d’une  autorité  publique  dans  l’exercice  de  ce  droit  que  pour  autant  que  cette  ingérence  est  prévue  par  la  loi  et  qu’elle  constitue  une  mesure  qui,  dans  une  société  démocratique,  est  nécessaire  à  la  sécurité  nationale,  à  la  sûreté  publique,  au  bien-être  économique  du  pays,  à  la  défense  de  l’ordre  et  à  la  prévention  des  infractions  pénales,  à  la protection de la santé ou de la morale, ou à la protection des droits et libertés d’autrui. »

— Article 8 de la Convention européenne des droits de l'Homme

### Norme cellulaire
L'application de l'article 3 de la Convention européenne des droits de l'Homme définit que qu'une personne en détention doit bénéficier d'un espace personnel d'au moins 3 m2, hors espace sanitaire,. De plus, lorsque l'espace est situé entre 3 et 4 m2, la situation est considérée comme particulièrement risquée. Dans ce cas, les autres aspects de la détention - comme les possibilités de sorties de la cellule offertes aux détenus, la durée de la détention dans ces conditions ou l'état de salubrité de l’espace cellulaire - doivent être considérés comme suffisants pour permettre d'exclure tout traitement dégradant ou inhumain.

## Les conditions de détention dans divers pays

### Aux États-Unis
Les États-Unis comptent 2 299 116 prisonniers au 30 juin 2007. La plupart des prisons sont débordées. Par exemple, les 33 prisons de Californie ont au total une capacité d’accueil de 100 000 détenus et en accueillent actuellement 170 000. Le pays a connu une augmentation de 83 % des emprisonnements à perpétuité entre 1992 et 2003. Par ailleurs, les quartiers de haute sécurité sont fréquents, avec notamment le système dit Supermax, dont la prison fédérale ADX Florence, dans le Colorado, est l'un des symboles. La mutinerie de la prison d'Attica, en 1971, constitue l'un des mouvements de protestation le plus important contre les conditions de détention carcérales: initié par l'indignation suscitée par l'assassinat de George Jackson, la mutinerie souleva rapidement des questions relatives aux conditions de détention, en réclamant par exemple des douches, du papier hygiénique à volonté, de la meilleure nourriture et des soins améliorés, la liberté de réunion et de culte, etc.
La violence issue des gangs est une cause importante de dégradation des conditions de détention aux États-Unis, les membres de gangs emprisonnés conservant leurs statuts et leur lien avec les gangs à l'extérieur.
En août 2003, un article du Harper's Magazine estimait à 20 à 40 % les prisonniers américains infectés par le virus de l'hépatite C.
Dans une enquête sur les prisons des États-Unis faite auprès de 1788 prisonniers masculins par le Prison Journal, 20 % des prisonniers déclaraient avoir été contraints à des relations sexuelles pendant leur détention. 7 % déclarent avoir été violés. L'importance perçue des agressions sexuelles en prison, y compris lors de la détention préventive, a d'ailleurs suscité le vote d'une loi en 2003, le Prison Rape Elimination Act of 2003 (en), et dans le sillage de laquelle fut institué la National Prison Rape Elimination Commission (en) qui rendit son rapport en 2009.

### En France

#### Maisons d'arrêt
Le rapport parlementaire de 2000 déclare en introduction que la situation dans les prisons est la résultante de l' « absence de politique d'envergure et de réformes chaotiques ». Il constate que les maisons d'arrêt sont surpeuplées (taux d'occupation de 140 % en 2017), alors que les centres de détention et les maisons centrales respectent les capacités d'accueil. Le rapport continue en évaluant que 35 % des personnes qui se trouvent en maison d'arrêt, les prévenus, n'auraient « rien à y faire ». Il souligne également le fait que les prisons accueillent une population apparue récemment : des « malades relevant de la psychiatrie » et des toxicomanes. Environ 17 000 détenus sur près de 70 000 personnes incarcérées en France, « relèveraient de l’hospitalisation et non pas de la détention » selon l'Observatoire international des prisons s'appuyant sur une étude épidémiologique de 2003 : « plus d’un gros quart des détenus présentent des troubles et des maladies psychiatriques graves ».
En « enfreignant la règle de l'encellulement individuel », ces prisons sont considérées hors la loi par les membres de cette commission. Les circulaires, les notes de service et les règlements intérieurs, différents d'un établissement à l'autre, conduisent, toujours selon le rapport, à un « arbitraire carcéral ». La sécurité des détenus n'y est pas assurée, la « loi du plus fort » étant celle qui domine toutes les autres. En conclusion, la commission déclare que les « conditions de détention dans les maisons d'arrêt (sont) indignes d'un pays qui se targue de donner des leçons à l'extérieur ».
Entre le 1 et le 14 janvier 2009, 13 détenus se sont suicidés dans les prisons françaises. Le taux de suicide dans les prisons est très élevé et en augmentation.

#### États généraux de la condition pénitentiaire
En 2006 ont été organisés les états généraux de la condition pénitentiaire à l'appel de plusieurs organisations dont la Confédération générale du travail - pénitentiaire, Conseil national des barreaux, Emmaüs France, Fédération nationale des associations d'accueil et de réinsertion sociale, Fédération nationale des unions de jeunes avocats, Ligue des droits de l'homme, Observatoire international des prisons - section française, Syndicat des avocats de France, Syndicat de la magistrature, Syndicat national de l'ensemble des personnels de l'administration pénitentiaire - FSU, Union syndicale des magistrats.
82 % des détenus qui ont participé à cette enquête ont en priorité déclaré être insatisfaits des « conditions générales de détention » parmi les choix proposés. Parmi les actions prioritaires qu'ils réclament, celles en rapport avec l'hygiène arrivent en tête avec 86 %. La demande d'installations sanitaires qui permettent de préserver l'intimité et la dignité du détenu est une requête qui revient le plus souvent. 78 % des détenus interrogés, dans la partie de commentaire libre du questionnaire, expriment spontanément leur insatisfaction au sujet du respect des droits fondamentaux en prison. 12 % se disent victimes du manque de respect des surveillants au quotidien.

#### Actions des associations
En novembre 2008, trois détenus de la maison d'arrêt de Clermont-Ferrand ont porté plainte pour « conditions de détention inhumaines ». Lors d'une conférence de presse donnée à cette occasion, les personnes présentes, dont la Ligue des droits de l'homme, ont incriminé la surpopulation carcérale, « accentuée par l'instauration de la loi sur les peines planchers » et « une politique ultra-répressive de la garde des Sceaux Rachida Dati ».

### Autres pays d’Europe
Le SPACE, rapport annuel sur les prisons européennes, indique que le taux le plus élevé de détenus est en fédération de Russie (avec 608,6 détenus pour 100 000 habitants) et le taux le plus bas celui de l’Islande (avec 39 pour 100 000). hors Russie, c’est la Pologne, avec 229 détenus pour 100 000 habitants qui a le taux le plus élevé.

### Autres pays du monde
En 2004, 8 974 998 personnes sont privées de liberté dans le monde. Seuls huit pays sur 209 (la Guinée équatoriale, la Guinée et la Somalie en Afrique, le Bhoutan, l’Irak, le Laos et la Corée du Nord ainsi que Nauru et Palau en Océanie) ne sont pas comptabilisés. Arrivent en tête les États-Unis avec plus de deux millions de détenus, la Chine avec 1,5 million de prisonniers et la Russie avec plus de 800.000 détenus. 
Dans 112 pays (sur 159), le taux de densité carcérale est supérieur à 100 % en 2004. Les premiers de ce classement sont la Barbade (un État des Petites Antilles - 302 %), le Cameroun (296 %) et le Bangladesh (288 %) ; Mayotte et la Polynésie française figurent dans ce classement avec des taux de densité carcérale respectifs de 250 % et 195 %. La Grèce, l'Espagne et la Hongrie sont les premiers pays européens du classement avec une densité carcérale moyenne de 168 %, 140 % et 137 %.

## Organisations et associations engagées dans le débat et les actions sur les conditions de détention

### En France
L'Observatoire international des prisons (OIP) est né en 1990 à Lyon avec pour but de promouvoir, partout dans le monde, le respect des personnes incarcérées au regard des instruments internationaux relatifs aux droits de l'homme. Il a obtenu un statut consultatif à l'ONU en 1995. L'OIP s'est organisé progressivement en délégations régionales et sections nationales.
La Fédération des associations réflexion action prison et justice (FARAPEJ) est une association française créée le 6 avril 1991 dans le but de fédérer des associations souhaitant contribuer à l'amélioration du fonctionnement de la justice et de la police et agir pour limiter les effets déstructurants de la prison.
Le Comité européen pour la prévention de la torture et des peines ou traitements inhumains ou dégradants (anciennement Comité pour la prévention de la torture, abrégé en CPT) est un organe du Conseil de l'Europe (CE) qui vise à prévenir les cas de torture et autres traitements inhumains ou dégradants sur le territoire des États signataires de la Convention européenne pour la prévention de la torture et des peines ou traitements inhumains ou dégradants, entrée en vigueur en 1987. Elle a été ratifiée par les 47 États membres du CE ; depuis mars 2002 et l'adoption d'un protocole à la Convention, tout État non membre du CE peut aussi être invité à la signer par le Conseil des ministres du CE.
L'association Ban public, est une association qui se dit areligieuse, adogmatique et apolitique, dont l'objet est de « favoriser la communication sur les problématiques de l’incarcération et de la détention, et d’aider à la réinsertion des personnes détenues ». Elle est composée « d’ancien(e)s détenu(e)s, de journalistes, d’universitaires, d’artistes, d’associations et de citoyens ».
Dans le domaine de la recherche, Dragan Brkić et Tony Ferri détaillent les effets produits sur le corps par les mesures d'enfermement telles que l'incarcération et la détention domiciliaire sous surveillance électronique, tout en exposant leurs spécificités irréductibles.

### Aux États-Unis
Just Detention est une association qui milite contre la violence dans les prisons. Son action est concentrée sur les violences sexuelles en détention. L'association a permis l'adoption du Prison Rape Elimination Act, une loi fédérale, en 2003 (PREA).
Detention watch network, est un réseau d'associations qui militent pour un « traitement plus humain » des immigrants illégaux.

## Point de vue des autorités judiciaires et pénitentiaires

### En France
En octobre 2008, Rachida Dati, Garde des sceaux, Ministre de la Justice, lors d'un discours prononcé à la prison de Fleury-Mérogis, a indiqué que selon elle « améliorer les conditions de travail des personnels, c’est aussi améliorer les conditions de vie des détenus » et « qu’une démocratie comme la nôtre doit garantir des conditions de détention dignes et décentes. C’est pour cela que j’ai souhaité, dès ma prise de fonction, la création du contrôleur général des lieux de privation de liberté. Il était attendu depuis vingt ans. Il est aujourd’hui incarné par une autorité incontestée et incontestable ».
Le Contrôleur général des lieux de privation de liberté, Jean-Marie Delarue, a rendu son premier rapport fin 2008. Ses critiques sont semblables à celles du commissaire aux droits de l'Homme du Conseil de l'Europe, Thomas Hammarberg, rendues à la même période : « conditions inacceptables de vie », « vétusté des installations et des conditions d'hygiène », « durcissement des peines », « déficiences structurelles du système pénitentiaire ». 
L'Administration pénitentiaire a pourtant lu dans les conclusions de M. Hammarberg un « encouragement » à sa politique de mise en conformité des prisons françaises aux standards européens.
Toujours fin 2008, la Commission nationale de déontologie de la sécurité (CNDS) critiquait le « traitement inhumain et dégradant » des gardes à vue à Versailles. La CGT pénitentiaire déclarait alors « qu'à force d'alertes », la France fasse évoluer la situation car "les prisons françaises ne doivent plus faire honte".